# А-Мескіта
А-Мескіта (гал. A Mezquita, ісп. La Mezquita) — муніципалітет в Іспанії, у складі автономної спільноти Галісія, у провінції Оренсе. Населення — 1365 осіб (2009).

## Географія
Муніципалітет розташований на португальсько-іспанському кордоні.
Муніципалітет розташований на відстані близько 330 км на північний захід від Мадрида, 75 км на південний схід від Оренсе.
Муніципалітет складається з таких паррокій: Кадавос, Кастроміль, Чагуасосо, А-Ескулькейра, Мансальвос, А-Мескіта, О-Перейро, Сантігосо, А-Вілавелья.

## Демографія
Динаміка населення (INE ):

## Галерея зображень

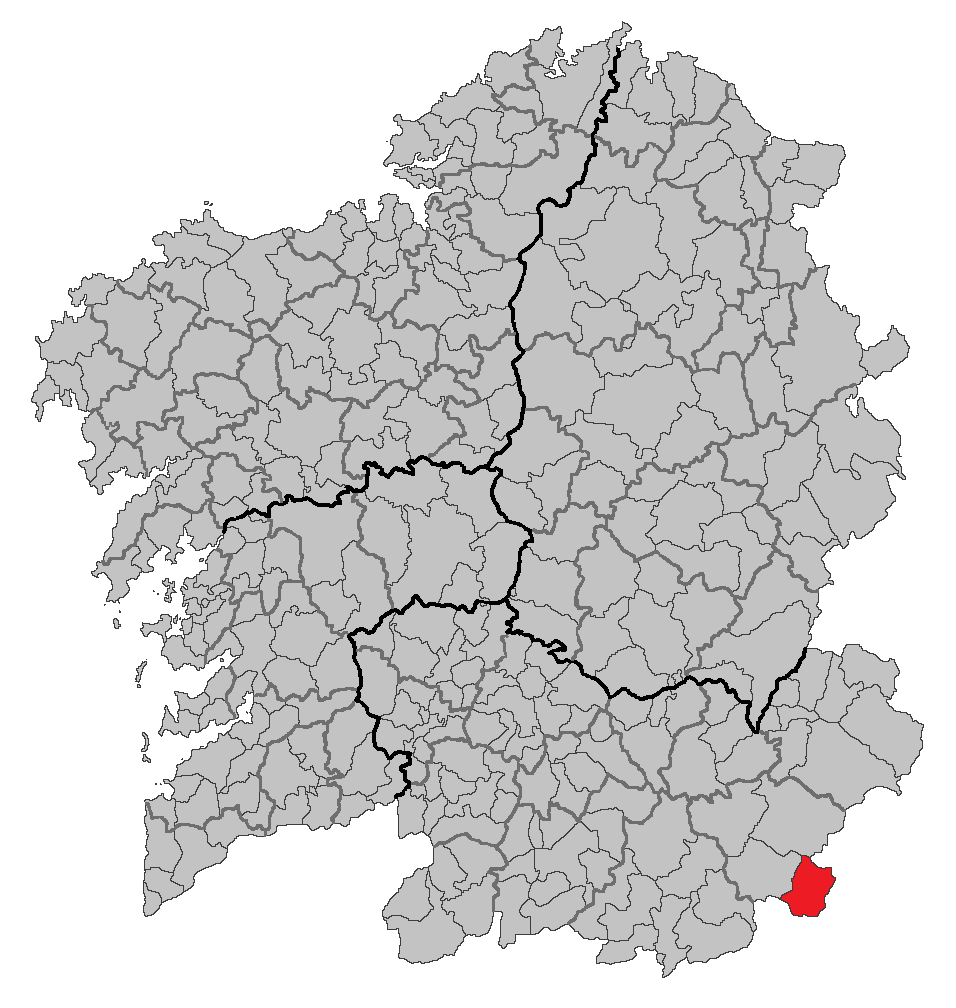
Розташування муніципалітету